# ジョージ・ガラード
ジョージ・ガラード（George Garrard ARA、1760年5月31日 - 1826年10月8日）は、イギリスの画家、彫刻家。画家としては動物画、風景画、肖像画などを描いた。また 彫塑作品の原作者の権利を保護するための法律の制定に重要な役割を果たしたことでも知られている。

## 略歴
ロンドンで生まれた。フランドル出身でテューダー朝の王族の肖像画を描いたことで知られる画家、マルクス・ヘーラルツ(Marcus Gheeraerts: c.1561-1636)を先祖に持つ家系の出身である 。動物画家のソーリー・ギルピンらから絵を学んだ。後にギルピンの娘と結婚した。1778年にロイヤル・アカデミー・オブ・アーツの美術学校で学び1781年に初めてアカデミーの展覧会に動物を描いた作品を出展した。3年後に風景画を描いた作品が有力な画家ジョシュア・レノルズに注目され、作品の注文を受けた。
家畜の絵を描くのに、石膏像を作ってモデルにするのが役立つことから1795年の初めから彫刻作品も制作するようになった
```
。1797年にロイヤル・アカデミーの主要な彫刻家の同意を得て、人物や動物のモデル作成者の作品の著作権を確保するための法案の成立させるように議会に請願し、1798年に初めて印刷物以外の媒体の著作権を保護する法律が成立した
[
5
]
。
```

1800年にロイヤル・アカデミー・オブ・アーツの準会員に選ばれた。その年イギリス各地の牛の品種を描いたフォリオ版の多色版画集「A Description of the different varieties of Oxen common in the British Isles」を出版した。1802年に絵画作品を展覧会に出展したが1904年からは彫刻に専念した、
油彩や水彩の絵画作品や胸像彫刻や彫金、レリーフ作品をアカデミーの定期展覧会に出展した。動物彫刻は大理石や青銅像を作ることもあったが石膏像が多かった。生涯でアカデミーの展覧会に215点の作品を出展し、British Institutionなどの展覧会にも出展した。

## 作品

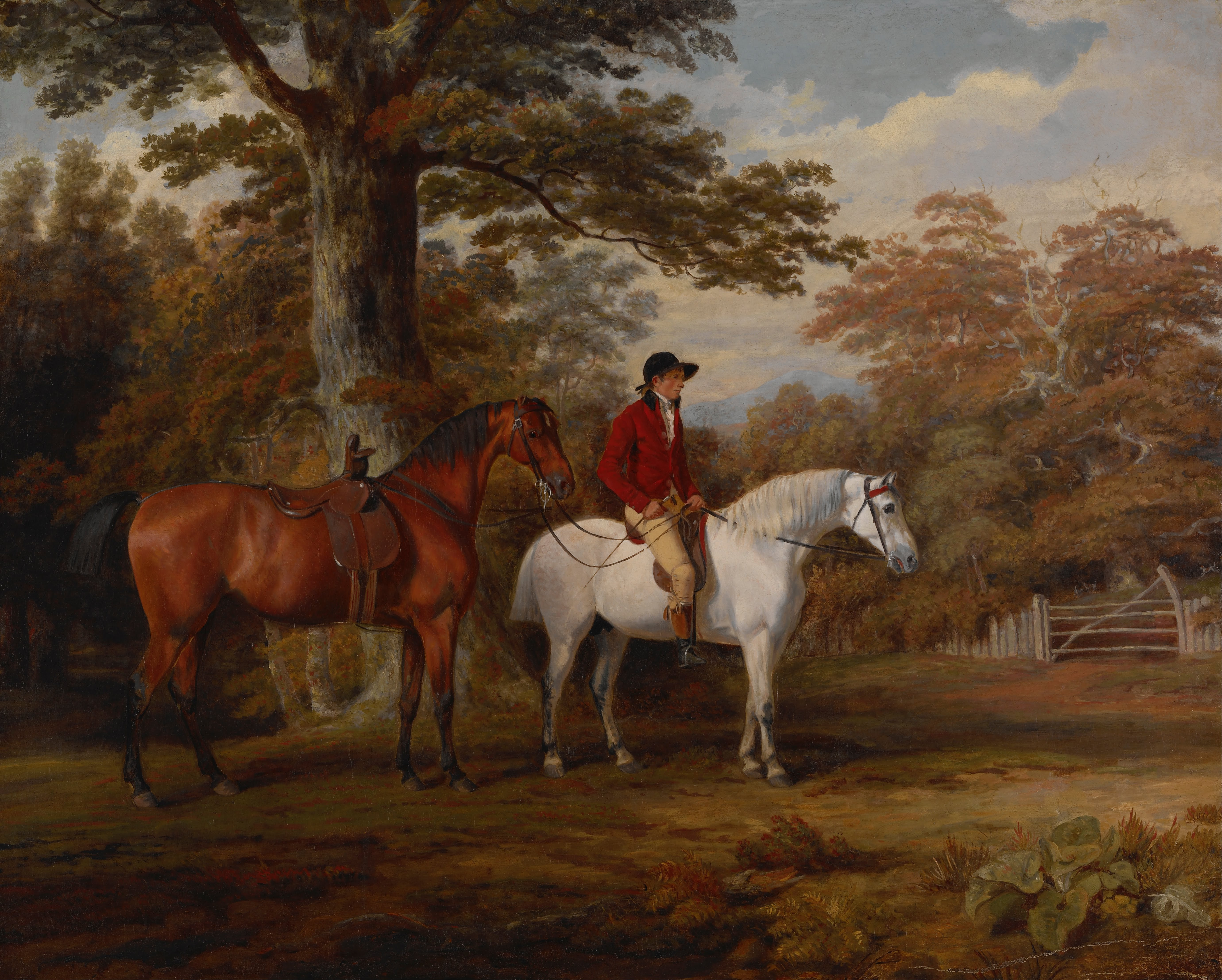
"Hunter and Huntsman"
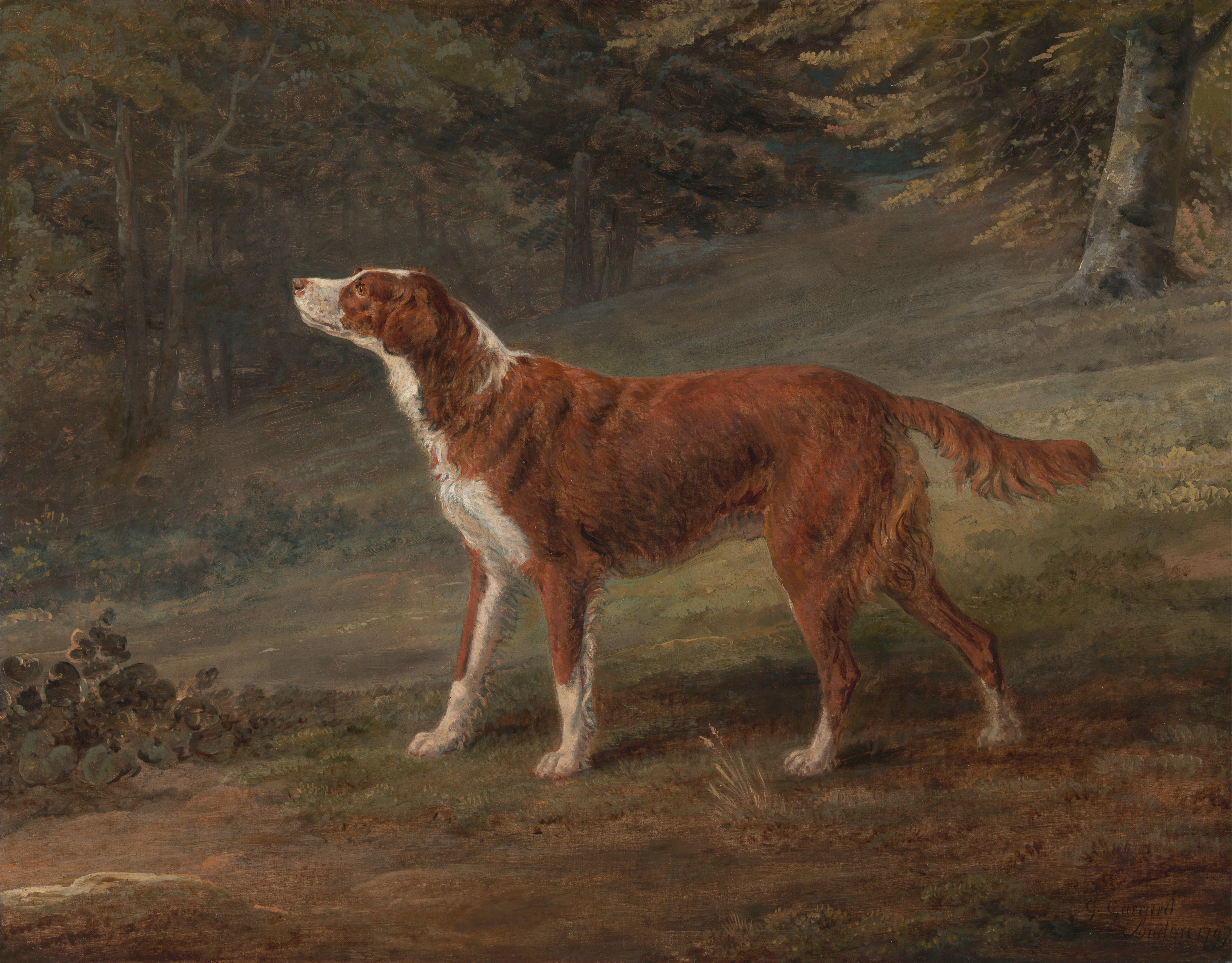
"Ranger, a setter, the property of Elizabeth Gray"
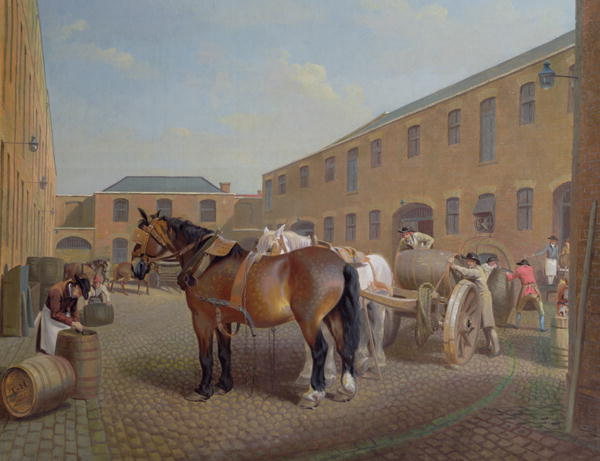
"Loading the Drays at Whitbread Brewery,"
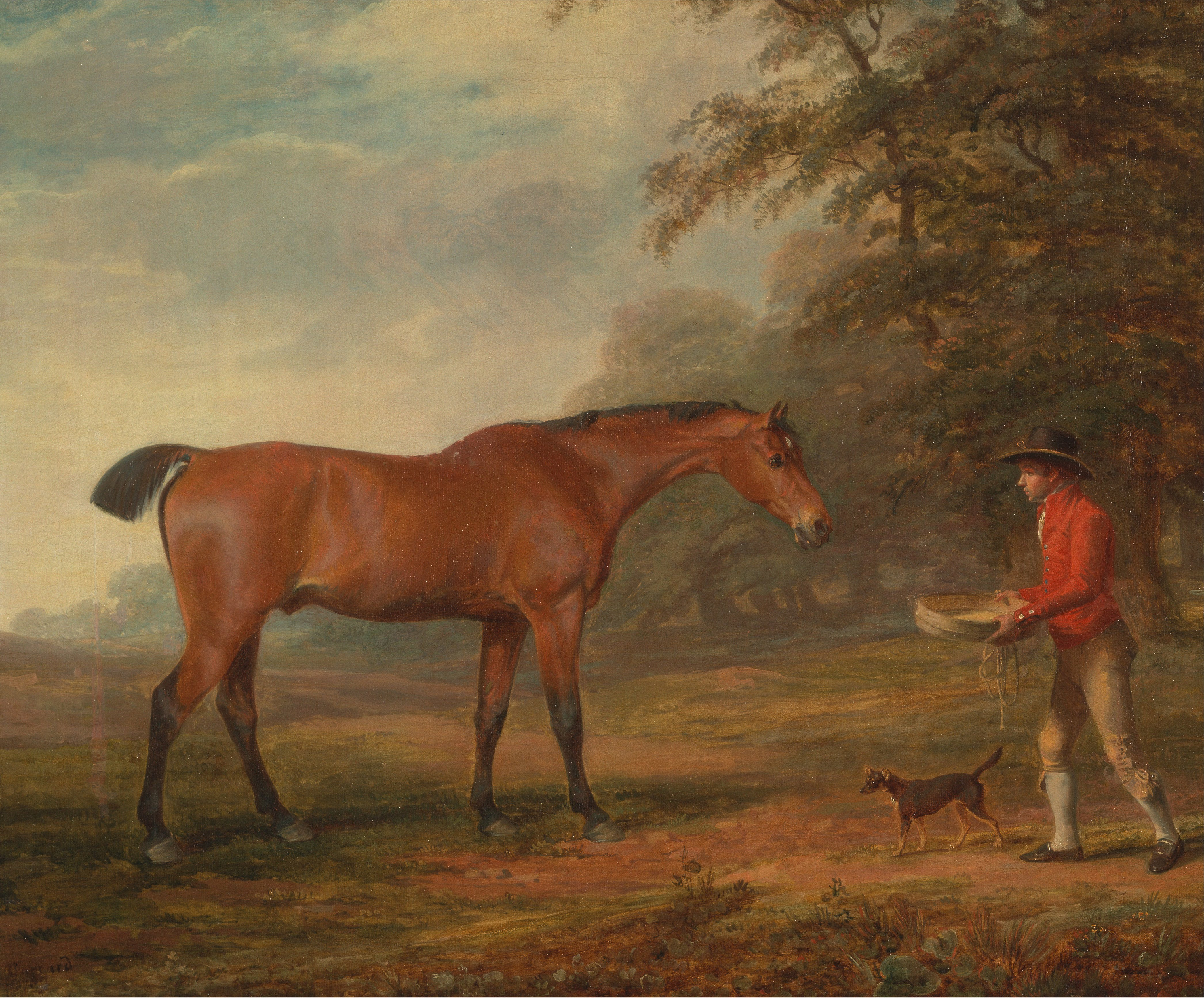
"A Bay Horse Approached by a Stable-Lad with Food and a Halter"